# Подбереззя (Ленінградська область)
Подбереззя (до 1948 Ахокас, фін. Ahokas) — селище в складі Селезньовського сільського поселення в Виборзькому районі Ленінградської області.
Колишнє фінське село, до 1939 року входило до складу виборзького сільського округу  Виборзької губернії  Фінляндії.
Перейменоване у 1948. Перейменування затверджено Указом Президії Верховної Ради РРФСР від 13 січня 1949 року. Поштовий індекс — 188907.

## Населення
| 2007 | 2010 | 2017 |
| ---- | ---- | ---- |
| 1    | ↗37  | ↘36  |